# Distretto di Haizhu
Il distretto di Haizhu è un distretto della Cina, situato nella provincia del Guangdong e amministrato dalla città di Canton.